# Christine Carrère
Pour les articles homonymes, voir Carrère.
Christine Carrère, ou Christine Carère, est une actrice et scénariste française, née le 27 juillet 1930 à Dijon (Côte-d'Or) et morte le 13 décembre 2008 à Fréjus (Var).

## Biographie

### Origines
Christine Carrère naît sous le nom d'état civil de Christiane Élisabeth Jeanne Marie Pelleterat de Borde en 1930 à Dijon,. Elle est la fille unique de Yvan Pelleterat de Borde (1904-1972) et de Suzanne de Gayffier (1909-1998).

### Carrière

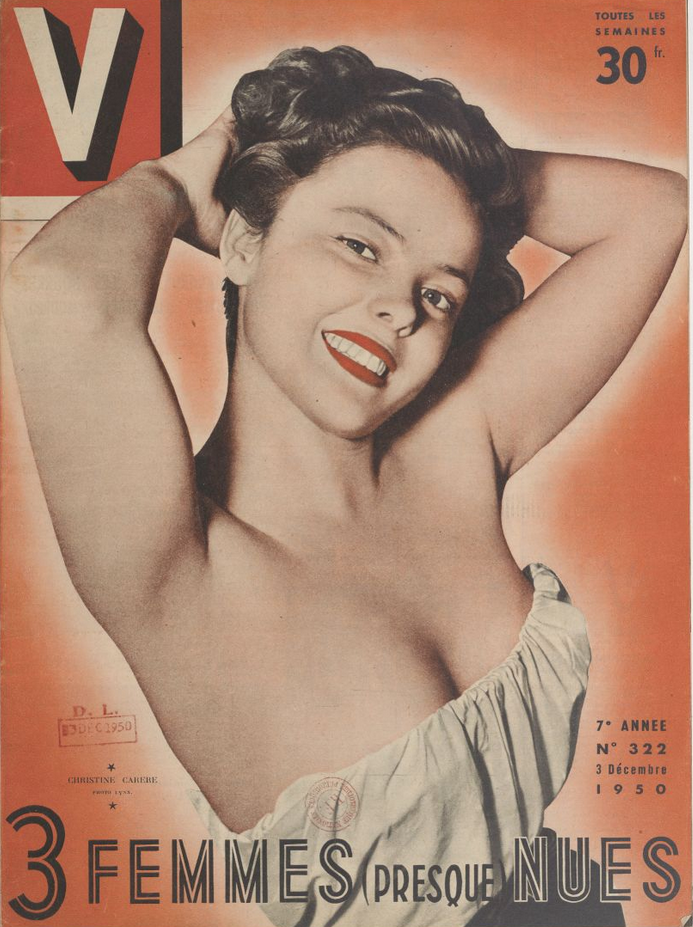
Christine Carrère âgée de 20 ans en couverture du magazine V du 3 décembre 1950.

Elle commence sa carrière comme modèle publicitaire pour la Crème Simon.
Sa première apparition au cinéma en 1951, dans le film Olivia de Jacqueline Audry, ne sera pas créditée au générique. La même année, elle se fait connaitre du public dans le film Folie douce de Jean-Paul Paulin et est remarquée  par Marc Allégret, qui lui propose d'être la vedette de son film sur la jeunesse ː Les lauriers sont coupés. Le rôle sera également proposé à Brigitte Bardot ou Françoise Arnoul mais le film de se fera pas.
Dès 1953 et alors quelle tourne en Italie sous la direction de Luciano Emmer dans L'Amour au collège, elle est pressentie pour jouer un rôle important aux côtés d'Ava Gardner et de Gregory Peck dans Le Dernier Rivage de Stanley Kramer. Le film marquera finalement les débuts de Donna Anderson au cinéma. 
Après des seconds rôles prometteurs dans Sang et Lumières de Georges Rouquier et Cadet Rousselle d'André Hunebelle, elle obtient son premier grand Rôle, celui d'une aveugle à qui la chanson apporte bonheur et succès dans Tout chante autour de moi de Pierre Gout.
En 1955, elle rencontre son futur mari Philippe Nicaud sur le tournage de Printemps à Paris de Jean-Claude Roy. 
Jeune première des années 1950, elle signe un contrat avec la 20th Century Fox et part à Hollywood en 1958 pour tourner Mardi Gras d'Edmund Goulding, Un certain sourire de Jean Negulesco et Les Déchaînés de Raoul Walsh.
A son retour en France au début des années 1960 et trois ans après son mariage avec l’acteur Philippe Nicaud en 1957, elle quitte le cinéma pour se consacrer à sa famille. 
Elle réapparaît néanmoins en 1966 dans le film américain I Deal in Danger (en) et la série télévisée associée  Blue Light  de Walter Grauman. 
En 1985, son nom figure à nouveau sur les écrans, dans le générique du film de Georges Lautner, La Cage aux folles 3, parmi les scénaristes notamment au côté de Michel Audiard et de son mari Philippe Nicaud.

### Vie privée
Après leur présence commune dans le film Printemps à Paris où ils se partagent la vedette, Christine Carrère épouse en 1957 l'acteur Philippe Nicaud (1926-2009), avec qui elle a ensuite deux enfants : Catherine, née en 1958, et Christian, né en 1960.

### Mort
Christine Carrère meurt en 2008 à Fréjus,,.

## Filmographie

### Cinéma

#### Actrice

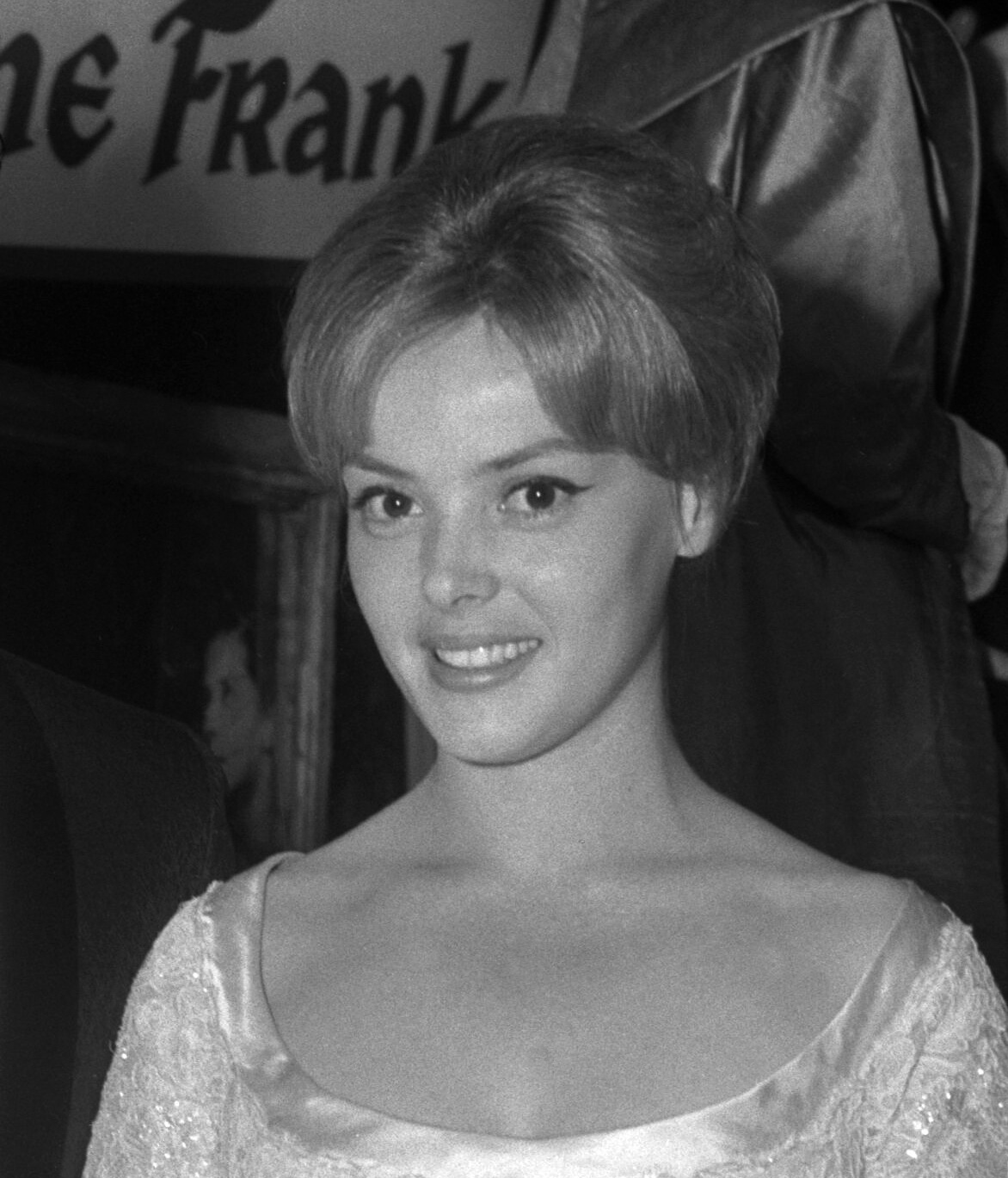
Christine Carrère à la première du film Le Journal d'Anne Frank à Los Angeles le 27 mars 1959.

- 1951 : Olivia de Jacqueline Audry : une élève
- 1951 : Folie douce de Jean-Paul Paulin
- 1952 : Le Passage de Vénus de Maurice Gleize
- 1952 : Paris chante toujours de Pierre Montazel : la partenaire de Tino Rossi
- 1953 : Un caprice de Caroline chérie de Jean Devaivre : Chekina
- 1953 : L'Amour au collège (Terza liceo) de Luciano Emmer : Giovanna Zanetti
- 1954 : Sang et Lumières de Georges Rouquier : Pili
- 1954 : Anatole chéri de Claude Heymann
- 1954 : Cadet Rousselle d'André Hunebelle : Isabelle, la fille du maire
- 1954 : Tout chante autour de moi de Pierre Gout : Anne-Marie
- 1954 : Femmes libres (Una donna libera) de Vittorio Cottafavi : Leonora Franci
- 1955 : L'Affaire des poisons d'Henri Decoin : Marie Angélique de Fontanges
- 1955 : Le Chemin du paradis de Hans Wolff : Évelyne
- 1956 : Don Juan de John Berry : Dona Inès
- 1957 : Les Collégiennes d'André Hunebelle : Monique
- 1957 : Printemps à Paris de Jean-Claude Roy : Gisèle, la petite provinciale
- 1957 : L'amour descend du ciel de Maurice Cam : Paulette
- 1957 : Les Délinquants de Juan Fortuny : Anita
- 1957 : Bonjour jeunesse de Maurice Cam : Évelyne
- 1957 : La Nuit des suspectes  ou Huit femmes en noir de Víctor Merenda : Catherine Farnoux
- 1957 : Quelle sacrée soirée de Robert Vernay : Suzy
- 1958 : Un certain sourire (A Certain Smile) de Jean Negulesco : Dominique Vallon
- 1958 : Mardi Gras d'Edmund Goulding : Michelle Marton
- 1959 : Les Déchaînés (A Private's Affair) de Raoul Walsh : Marie
- 1966 : OSS contre Gestapo (en) (I Deal in Danger) de Walter Grauman : Suzanne Duchard

#### Scénariste
- 1985 : La Cage aux folles 3 de Georges Lautner

### Télévision
- 1966 : Blue Light (en)' Série télévisée de Walter Grauman : Suzanne Duchard

## Théâtre
- 1952 : Les Liaisons dangereuses de Pierre Choderlos de Laclos : Cécile de Volanges, mise en scène Marguerite Jamois, au théâtre Montparnasse[10]